# Distretto di Causeway Coast e Glens
Il distretto di Causeway Coast e Glens è uno dei distretti dell'Irlanda del Nord, nel Regno Unito. È stato creato nell'ambito della riforma amministrativa entrata in vigore nell'aprile del 2015 unendo i territori dei distretti di Ballymoney, Coleraine, Limavady e Moyle.